# Linia kolejowa Tartu – Pieczory
Linia kolejowa Tartu – Pieczory – niezelektryfikowana linia kolejowa w Estonii. Łączy drugie pod względem wielkości miasto Estonii – Tartu ze stacją Koidula i granicą państwową z Rosją.

## Historia
Została wybudowana w latach 1930 - 1931 i początkowo miała 88 km długości. Po rozpadzie Związku Sowieckiego i odzyskaniu w 1991 niepodległości przez Estonię, końcowa część linii, ze stacją Pieczory Pskowskie znajdowała się w Rosji. Stacją graniczną była oddalona o 85 km od granicy stacja Tartu. Z tych powodów postanowiono wybudować nowy węzeł na terenie Estonii. W 2011 wybudowano stację Koidula, a linia została przebudowana, tak aby w całości znajdowała się na terytorium Estonii.
Obecnie pociągi pasażerskie Elronu kursują na linii Tartu – Koidula.